# Епикурейство
Епикурейството е философска школа, основана около 307 г. пр.н.е. върху ученията на Епикур (4-3 век).
Епикур е атомист и материалист, който е повлиян от Демокрит и който атакува суеверността и идеята за божествена намеса. Следвайки Аристип (за когото се знае твърде малко), Епикур вярвал, че най-голямото благо се състои в търсенето на умерени удоволствия, с цел постигането на състояние на спокойствие и освобождаване от страха (атараксия), както и на отсъствие на телесна болка (апония) чрез познаване на механизмите на света и границите на човешките желания. Съчетанието на тези две състояния би трябвало да доведе до най-висшата форма на щастието. Въпреки че епикурейството е близко до хедонизма, доколкото за него удоволствието е единственото иманентно благо, идеята за липсата на болка като най-голямото удоволствие и защитата на опростения живот го различават от общоприетата представа за хедонизма.
Според епикурейците най-висшето удоволствие (спокойствие и липсата на страха) се постига чрез познание, приятелство и водене на добродетелен и умерен живот. Граничейки с аскетизма, той възхвалява насладата от простите удоволствия.
Епикурейството първоначално оспорва платонизма, въпреки че по-късно се превръща в основен опонент на стоицизма. Епикур и последователите му отбягвали политиката. Философията на Епикур се основава на теорията, че всичкото добро и лошо произтича от усещанията за това какво той определя като удоволствие и болка: "Това е добро, което е приятно и това е лошо, което е болезнено. Ако болката е избрана над удоволствието в някои случаи, това е само защото това води до по-голямо удоволствие. Епикур твърди, че когато човек спре да изпитва болка, спира да се нуждае и от удоволствия. След смъртта му неговата школа е оглавена от Хермарх. По-късно, през късната елинистична епоха и през римската епоха, много епикурейски общности процъфтяват (напр. в Антиохия, Александрия, Родос и Ерколано). Поетът Лукреций е един от най-бележитите римски застъпници на епикурейството. Когато Римската империя загива, учението също е почти замряло. То е възродено едва през 17 век от атомиста Пиер Гасенди, който го приспособява към християнството.
Част от писанията на Епикур оцеляват. Някои учени смятат епоса „За природата на нещата“ на Лукреций за творба, цялостно излагаща основните принципи и доводи на епикурейците. Много от папирусните свитъци, открити край древния град Херкулан, съдържат епикурейски текстове. Поне за част от тях се счита, че са принадлежали на епикурееца Филодем.